# Bauhinia havilandii
Bauhinia havilandii är en ärtväxtart som beskrevs av Elmer Drew Merrill. Bauhinia havilandii ingår i släktet Bauhinia och familjen ärtväxter. Inga underarter finns listade i Catalogue of Life.